# Saubara (kommun)
Saubara är en kommun i Brasilien.   Den ligger i delstaten Bahia, i den östra delen av landet, 1 000 km öster om huvudstaden Brasília. Antalet invånare är 11 201.
Följande samhällen finns i Saubara:
- Saubara